# Водена Драга
45°25′ пн. ш. 15°22′ сх. д. / 45.42° пн. ш. 15.37° сх. д.
Водена Драга (хорв. Vodena Draga) — населений пункт у Хорватії, у Карловацькій жупанії у складі громади Босилєво.

## Населення
Населення за даними перепису 2011 року становило 37 осіб.
Динаміка чисельності населення поселення: